# مجلس ملی کویت
مجلس شورای ملی (به عربی: مجلس الأمة)، مجلس قانونگذاری یک پارچه کویت است.
بر اساس قانون انتخابات کویت، این کشور به ۵ حوزه انتخابیه تقسیم شده‌است که هر حوزه ۱۰ کرسی در مجلس دارد و اعضای کابینه شامل نخست وزیرهم اعضای غیر منتخب مجلس هستند اما نباید تعدادشان از یک سوم مجلس بیشتر شود. مجلس ملی کویت افزون بر قانونگذاری مسوولیت نظارت بر عملکرد دولت را نیز بر عهده دارد، با وجود این تصمیم‌گیری نهایی در مسائل مهم بر عهده امیر است و وی می‌تواند مجلس را هم منحل کند.
کویت تنها کشور عضو شورای همکاری خلیج فارس است که مجلس برگزیده دارد و زنان نیز از سال ۲۰۰۹ اجازه شرکت در انتخابات دارند، آنها هم می‌توانند نامزد انتخابات شوند و هم به نامزدهای نمایندگی رای دهند. یورن اوتزان معمار و طراح ساختمان مجلس ملی کویت بود.
مجلس کویت از دهه ۲۰۰۰ تاکنون بارها منحل شده؛ مشخصاً، از ۲۰۰۶ تا ۲۰۲۴، سیزده بار فرمان انحلال مجلس کویت توسط امرای آن صادر شد‌. این مجلس و برخی مفاد قانون اساسی کویت، از ۱۰ مه ۲۰۲۴ به منظور «تأمین عالی‌ترین منافع» توسط مشعل الاحمد الجابر الصباح به مدت چهار سال تعطیل شد.